# Graphiola phoenicis
Graphiola phoenicis är en svampart som först beskrevs av Jean Baptiste Mougeot, och fick sitt nu gällande namn av Pierre Antoine Poiteau 1824. Graphiola phoenicis ingår i släktet Graphiola och familjen Graphiolaceae.   Inga underarter finns listade i Catalogue of Life.